# Рамос, Альваро
Альваро Себастьян Рамос Сепульведа (исп. Álvaro Sebastián Ramos Sepúlveda; 14 апреля 1992, Икике, Чили) — чилийский футболист, нападающий чилийского клуба «Кокимбо Унидо».

## Клубная карьера
Рамос — воспитанник клуба «Депортес Икике». 10 мая 2009 года в матче против «Кобрелоа» он дебютировал в чилийской Примере. В 2010 году клуб завоевал Кубок Чили, но вылетел из высшего дивизиона. Альваро остался и смог закрепиться в составе. В поединке против «Унион Ла Калера» Рамос забил свой первый гол за «Депортес Икике». По итогам сезона он помог команде вернуться обратно. В следующих двух сезонах Альваро показал хорошую результативность и перешёл в «Универсидад Католика». 15 июля в матче против «Сантьяго Уондерерс» он дебютировал за новую команду. 20 августа в поединке против «О’Хиггинс» Рамос забил свой первый гол за «Универсидад Католика». В матчах розыгрыша Южноамериканского кубка 2012 года против бразильского «Атлетико Гоияниенсе» и боливийского «Блуминга» Альваро забил по голу.
Летом 2015 года Рамос в поисках игровой практики на правах аренды перешёл в «Сантьяго Уондерерс». 25 июля в матче против «Сан-Маркос де Арика» он дебютировал за новую команду. В этом же поединке Альваро забил свой первый гол за «Сантьяго Уондерерс».
Летом 2016 года Рамос на правах аренды вернулся в «Депортес Икике». 17 февраля 2017 года в матче против «Кобресаль» он сделал хет-трик. 25 апреля в поединке Кубка Либертадорес против венесуэльской «Саморы» Альваро забил гол.
Летом того же года Рамос перешёл в мексиканский «Леон». Сумма трансфера составила 700 тыс. долларов. 23 июля в матче против «Атласа» он дебютировал в мексиканской Примере.

## Международная карьера
В 2009 году в составе юношеской сборной Чили Рамос принял участие в юношеском чемпионате Южной Америки. В 2011 году в составе молодёжной сборной Чили Пинарес принял участие в молодёжном чемпионате Южной Америки в Перу. На турнире он сыграл в матчах против команд Перу, Эквадора, Венесуэлы, а также дважды Уругвая и Аргентины.
11 января 2017 года в товарищеском матче против сборной Хорватии Рамос дебютировал за сборную Чили.

## Достижения
«Депортес Икике»
- Обладатель Кубок Чили: 2010